# Піккардійська Терція
«Піккарді́йська Те́рція» (Вокальна формація «Піккардійська Терція») — українська акапельна формація. Не плутати з терміном пікардійська терція без подвійного «к» (термін з «Гармонії», теоретичної дисципліни музикознавства).

## Історія
Утворена 24 вересня 1992 року у Львові (Львівському музичному училищі) як квартет: Володимир Якимець, Ярослав Нудик, Андрій Капраль і Богдан Богач.
1993 — дипломанти фестивалю «Червона Рута» в Донецьку.
1994 — перемога на фестивалі «Доля» в Чернівцях (три перші премії — в конкурсах народної пісні, популярної пісні і «співана поезія»; одноголосно — Гран-прі фестивалю), записують дебютний альбом «Піккардійська Терція».
На Новий рік стали лауреатами телеконкурсу «Мелодія» і з початку 1995 року «Піккардійська Терція» штурмує вершини хіт-параду «12 мінус 2».
Завоювавши з піснею «Пустельник» Гран-Прі телефестивалю «Мелодія-95», зовсім не попсова «Піккардійська Терція» несподівано потрапила в трійку претендентів на «Золоту Жар-птицю» «Таврійських Ігор» в номінації найкраща поп-група року.
Фірма «Галрекордс» випустила ще два альбоми гурту — концертний «Ad libitum» та «Тиха ніч» з різдвяними колядками.
Восени 1996 року Андрія Базиликута замінив Андрій Шавала з хорової капели «Трембіта», в якій, до речі, і працює більшість учасників «Піккардійської Терції».
Влітку 1997 МО «Дзиґа» спільно з фірмою «Росток Рекордс» випустили перший компакт-диск секстету — «Сад ангельських пісень» (запис студії «Люксен», звукорежисери Руслана Лижичко і Павло Грабовський).
У вересні 1998 відкрився офіційний вебсайт формації.
2000 — за всю історію знаменитого міжнародного фестивалю акапельного співу «Vokal Total» у Мюнхені, організатори вперше запросили творчий колектив зі Східної Європи. Ним стала «Піккардійська Терція».
2001 — попри постійну ротацію учасників, формація удруге отримала запрошення виступити на «Vokal Total».
2002 — «Студія 1+1» зняла документальний фільм про творчість «Піккардійської Терції» до її 10-річчя.
2006 — виступ перед членами Європейської комісії в королівському палаці в Брюсселі.
2007 — виступ у Сопоті (Польща) на фестивалі «Top Trendy», де зазвичай виступають лише польські виконавці. 25 серпня 2007 — спільний концерт «Піккардійської Терції», Руслани та Ал ді Меоли в супроводі симфонічного оркестру «Leopolis».
У репертуарі вокальної формації майже 300 композицій, серед яких класичні твори («Неаполітанська пісня» та «Легенда» Петра Чайковського, «Коли розлучаються двоє» Генріха Гайне, «Ave Marija» Джакомо Качіні та інші), обробки народних пісень («А у полі річка», «Туман яром», «Горіла сосна», «Йшли корови», «Ой, Марічко», «Сумна я була»), власні композиції («Берег ріки», «Кантрі», «Пустельник», «Сад ангельських пісень», «Старенький трамвай» тощо).
Географія гастролей «Піккардійської Терції»: Польща, Канада, Іспанія, Німеччина, США, Італія, Франція.
У музичному портфоліо формації — твори 12 мовами світу.
Термін «Піккардійська Терція» взято з теоретичних праць композитора Анатолія Кос-Анатольського. Ця назва виникла на рубежі XVI—XVII ст.ст. у французькій провінції Пікардія. Згодом її широко використовували у своїй творчості академічні композитори — Георг Гендель, Йоган Себастьян Бах та інші.
У 2014 році пісня гурту «Піккардійська терція» під назвою «Гей, пливе кача…» лунала під час поховання героїв Небесної сотні. Відтоді композиція стала символом прощання з героями, які загинули в Україні під час військових дій.
8 листопада 2017 року вокалістам львівської формації «Піккардійська терція» — В. Якимцю, Я. Нудику, Р. Турянину, Б. Богачу, А. Капралю та А. Шавалі, з нагоди Всеукраїнського дня працівників культури та майстрів народного мистецтва, Указом президента України № 355/2017 присвоєно звання Заслужених артистів України.

## Поза сценою
«Футбольна Терція»
Виконання гімну України «Ще не вмерла України…».
1998 — матч Ліги чемпіонів між командами «Динамо» (Київ) та «Арсенал» (Лондон). Рахунок — 3:1
2007 — відкриття футбольного сезону у Львові 2007—2008. Матч вищої ліги між командами «Карпати» та «Кривбас». Рахунок 3:0
2007 — матч між національною збірною України та національною збірною Італії, які зустрічалися в рамках відбіркового циклу до чемпіонату Європи 2008 року. Рахунок — 1:2.
2008 — матч між національною збірною України та національною збірною Білорусі, які зустрічалися в рамках відбіркового циклу до чемпіонату Світу 2010 року. Рахунок — 1:0.

## Склад
- Богач Богдан Михайлович — бас.
- Капраль Андрій Миронович — тенор, сопрано.
- Нудик Ярослав Володимирович — тенор.
- Турянин Роман Федорович — високий голос, тенор.
- Шавала Андрій Михайлович — баритон.
- Якимець Володимир Ярославович — художній керівник, тенор.
- Климовський Роман Богданович — менеджер.

## Дискографія
| Рік  | Назва                    | Формат            | Носій               |
| ---- | ------------------------ | ----------------- | ------------------- |
| 1994 | «Піккардійська Терція»   | Студійний альбом  | Касета              |
| 1995 | «AD LIBITUM»             | Концертний альбом | Касета              |
| 1996 | «Тиха ніч»               | Концертний альбом | Касета              |
| 1997 | «Сад ангельських пісень» | Студійний альбом  | Компакт-диск        |
| 1999 | «Я придумаю світ»        | Студійний альбом  | Касета/Компакт-диск |
| 2002 | «Tercja Pikardijska»     | Студійний альбом  | Компакт-диск        |
| 2002 | «Ельдорадо»              | Студійний альбом  | Компакт-диск        |
| 2003 | «Українська колекція»    | Компіляція        | Компакт-диск        |
| 2003 | «Антологія. Том 1»       | Компіляція        | Компакт-диск        |
| 2004 | «З Неба до Землі»        | Студійний альбом  | Компакт-диск        |
| 2005 | «Антологія. Том 2»       | Компіляція        | Компакт-диск        |
| 2009 | «Етюди»                  | Студійний альбом  | Компакт-диск        |
| 2010 | «Етюди. Live»            | Концертний альбом | DVD                 |
| 2017 | «Лети»                   | Студійний альбом  | Компакт-диск        |

#### AD LIBITUM
«AD LIBITUM» — концертний альбом.

##### Перелік пісень
Сторона «A»
1. Ставок Заснув
2. Lorelei
3. Туман Яром
4. Перед Образом Христа
5. Антифон-1
6. Пустельник

Сторона «B» 
1. Zum Sanctus
2. Гуцулія. Тіні Забутих Предків
3. День Святого Валентина
4. Liralaskmise Laul
5. The Man I Love
6. Неаполітанська Пісня
7. Старенький Трамвай

### Спільні проєкти
- Руслана. «Кращі концерти Дзвінкого вітру» 1996—1998.
- Руслана. «Добрий вечір тобі…» (2003)
- Проєкт «Є» — 2003 «…але час, як ріка» (2003)
- 2013 — Тарас Чубай, «Піккардійська терція», Павло Табаков та Оксана Муха разом з хоровою капелою Трембіта створюють музичний проєкт «Проєкт Івасюк», в рамках якого провели тур по Україні, що розпочався з 4 концертів у Львові та концерт в Києві[2].
- 3 березня 2015 — «Проєт-Івасюк. Перезавантаження.» Взяли участь Піккардійська Терція, Оксана Муха, Олександр Божик, Брія Блессінг, джаз-гурт ShokolaD, MANU. На концерті твори Володимира Івасюка зазвучали в електронній та джазовій обробці. Вперше були виконані невідомі інструментальні твори композитора, а також маловідома пісня «Відлітали журавлі».[3][4]